# Oó-de-kauai
O oó-de-kauai ou oo-de-kauai (nome científico: Moho braccatus), conhecido localmente em havaiano como kauaʻi ʻōʻō ou ʻōʻōʻāʻā, é uma espécie extinta de ave passeriforme que era endêmica do Havaí, foi o último membro vivo do grupo dos oós (gênero Moho e família Mohoidae). Foi descrito cientificamente pelo ornitólogo John Cassin em 1855. Já foi classificado juntamente aos papa-méis (família Meliphagidae). Seu nome também é grafado como o’o-de-kauai e ’o’o-de-kauai, com devidas variações.
Essa espécie era endêmica da ilha de Kauai, sendo comum nas florestas subtropicais da ilha até o início do século XX, quando começou seu declínio. Foi visto pela última vez em 1985 e ouvido pela última vez em 1987. As causas de sua extinção incluem a introdução de predadores (como o rato-do-pacífico, o mangusto-indiano-pequeno e o porco-doméstico), doenças transmitidas por mosquitos e destruição de hábitat.
Foi o último membro sobrevivente da família Mohoidae, que se originou há mais de 15-20 milhões de anos atrás durante o Mioceno, com a extinção do oó-de-kauai marcando a extinção de uma família aviária inteira nos tempos modernos ("moderno" significa pós-1500 dC).

## Etimologia
Os havaianos nativos chamavam o pássaro de ʻōʻō ʻāʻā, da palavra havaiana ʻō'ō, um descritor onomatopeico pelo som de seu chamado, e `āʻā, que significa pequeno ou anão.

## Descrição

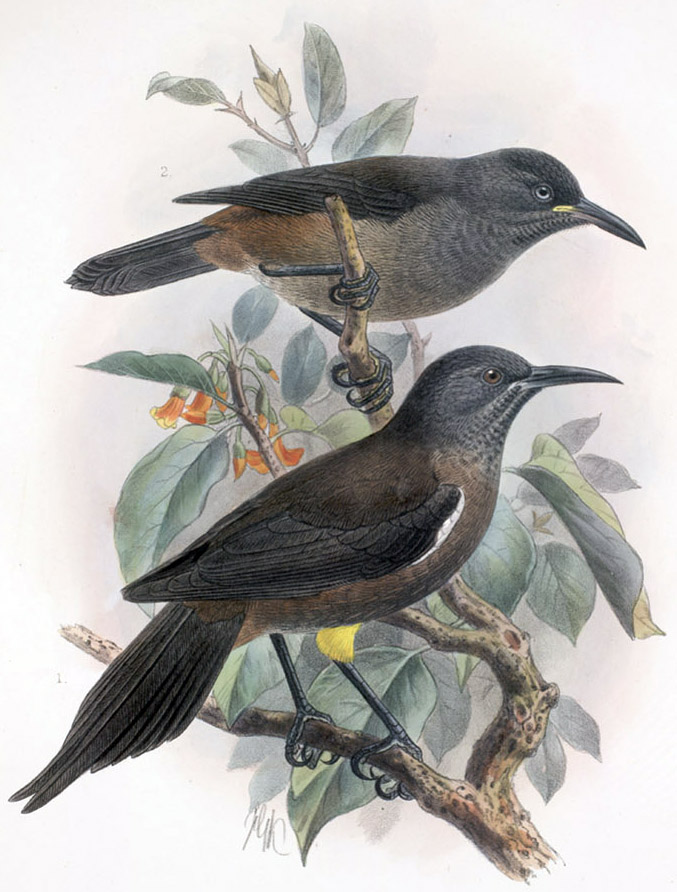
Moho braccatus adulto e juvenil

Este pássaro estava entre os menores oós, se não a menor espécie, com pouco mais de 20 centímetros de comprimento. A cabeça, as asas e a cauda eram pretas. O restante das partes superiores eram marrom-ardósia, tornando-se avermelhado na rabadilha e nos flancos. A garganta e o peito eram pretos com estrias brancas, o que era particularmente proeminente nas fêmeas. As penas centrais da cauda eram longas e havia um pequeno tufo de penas cinzentas sob a base da asa. Enquanto o bico e as pernas eram pretos, o calção era de um rico amarelo dourado. Foi o único oó conhecido por ter olhos com íris amarelas. Assim como os papa-méis, tinha um bico afiado e ligeiramente curvado para sugar o néctar. Suas fontes de néctar preferidas eram as espécies do gênero Lobelia e a árvore Metrosideros polymorpha. Esta espécie também foi observada forrageando em árvores Cheirodendron. Também alimentava-se de pequenos invertebrados e frutas. O oó-de-kauai era muito vocal, fazendo chamados ocos, erráticos, parecidos com flautas. Tanto os machos quanto as fêmeas eram conhecidos por cantar.

## Extinção

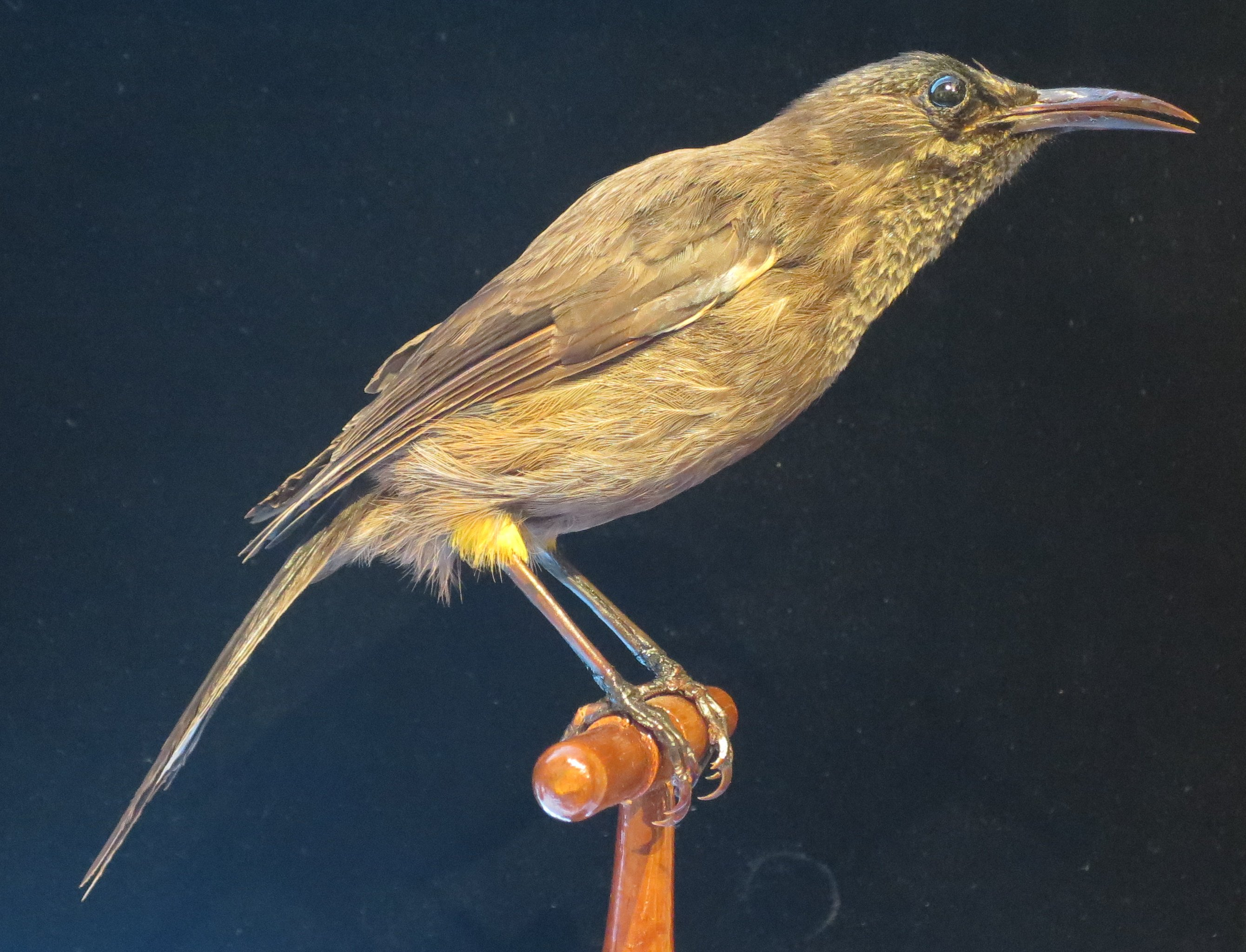
Espécime empalhado, Bishop Museum, Honolulu

O ninho era feito numa cavidade oca dentro de uma árvore, entre os cânions densamente florestados de Kauai. Todos os seus parentes também foram extintos, como o oó-de-havaí (Moho nobilis), oó-de-molokai (M. bishopi) e o oó-de-oahu (M. apicalis). Relativamente pouco se sabe sobre essas aves extintas. O oó-de-kauai foi extinto devido a uma grande variedade de problemas, incluindo doenças transmitidas por mosquitos (o que fez com que a espécie se movesse para terrenos mais altos, em última análise, recuando para florestas montanhosas de alta altitude), introdução de predadores mamíferos e desmatamento. As florestas de altitude mais alta não têm cavidades nas árvores, então poucos ninhos puderam ser feitos. A partir do início dos anos 1960, a ave tinha uma população estimada de cerca de 34 indivíduos vivos. Na década de 1970, a única filmagem conhecida da espécie foi gravada por John L. Sincock e várias gravações de áudio também foram feitas (com Harold Douglas Pratt Jr. sendo uma das pessoas envolvidas nestas gravações). Em 1981, um casal foi encontrado.
O golpe final foram dois furacões, Iwa e Iniki, com um intervalo de dez anos um do outro. Esses desastres naturais destruíram muitas das árvores antigas com cavidades e interferiram no crescimento de novas árvores, fazendo com que a espécie desaparecesse. Como resultado, a última fêmea desapareceu (provavelmente morta pelo furacão Iwa em 1982). O último macho foi avistado pela última vez em 1985, e a última gravação sonora foi feita em 1987 por David Boynton. Após expedições falhas em 1989 e o furacão Iniki em 1992, a espécie foi declarada extinta pela IUCN em 2000. Alguns acreditam que a espécie pode ainda estar viva e apenas não foi detectada, já que a ave já havia sido declarada extinta duas vezes anteriormente: uma vez na década de 1940 (posteriormente redescoberto em 1960) e novamente no final dos anos 1960 ao início dos anos 1970, sendo redescoberta pelo biólogo de vida selvagem John Sincock. No entanto, tem um canto alto e distinto, e pesquisas intensivas que ocorreram de 1989 a 2000 não conseguiram encontrar nenhum indivíduo vivo desde 1987.